# Liutfrido I d'Alsazia
Liutfrido I d'Alsazia, chiamato anche Leodefred, Leudefred o Leudefrid (700 circa – 740/767 circa), fu il terzo e ultimo membro della dinastia degli Eticonidi ad essere duca della contea d'Alsazia.

## La sua famiglia
Come figlio maggiore, Liutfrido succedette a suo padre Adalberto I d'Alsazia nel 722. Era nipote di Eticone/Adalrico d'Alsazia, nipote di santa Ottilia e fratello di Eugenia d'Alsazia.
Adalberto, suo padre, costruì la residenza reale di Koenigshoffen e le abbazie di Honau e Santo Stefano di Strasburgo, ma anche il monastero di Wissembourg. I suoi genitori, Adalberto d'Alsazia e Gerlinda di Falzel, sono sepolti nell'abbazia di Santo Stefano.

## Biografia

### La sua giovinezza

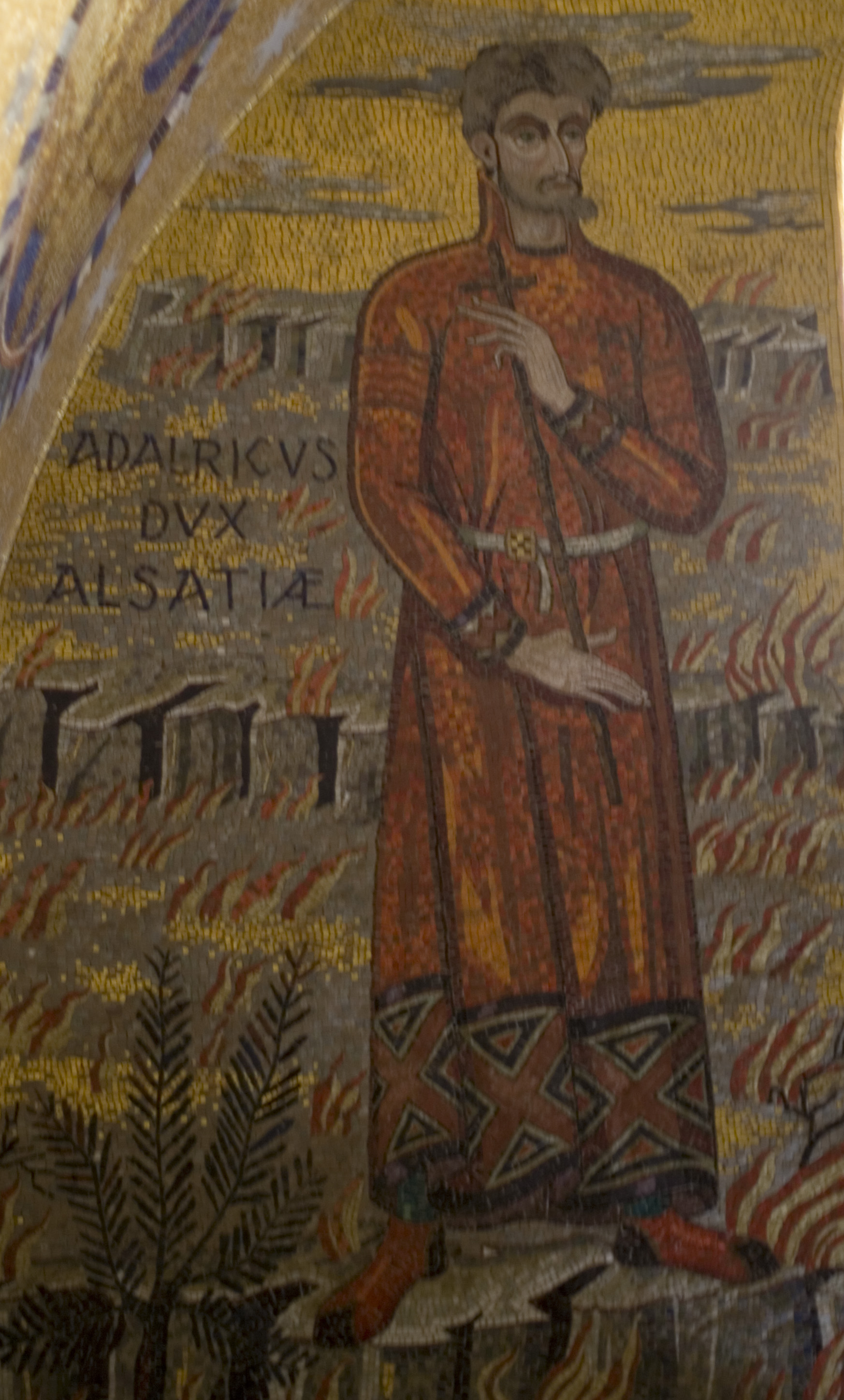
Mosaico raffigurante suo nonno Eticone/Adalrico d'Alsazia.

Liutfrido I d'Alsazia nacque forse nella residenza reale di Koenigshoffen, dove trascorse buona parte della sua infanzia. L'Alsazia era una contea molto potente all'interno dell'Austrasia nel 722, quando successe a suo padre. Al momento della successione, Liutfrido era molto giovane.
Il territorio detenuto Liutfrido I d'Alsazia non sembra essere stato ridotto o ampliato rispetto alla contea di suo padre. Esso si trovava a est della catena montuosa del Vosgi e dell'abbazia di sant'Arbogaste a Surbourg, a sud del fiume Sauer e dell'abbazia di Moutier-Grandval. Secondo un diploma dell'imperatore Lotario I risalente all'849, era situato nel nord del massiccio del Giura. Esso comprendeva la Brisgovia e parte della pianura del Reno dall'altra parte del Reno.
Nei primi anni del 720, Liutfrido I d'Alsazia rese il fratello minore Eberardo conte di Sundgau. Ma, nonostante le affermazioni di due storici, Eberardo non ebbe mai il comando militare e il titolo di duca. Liutfrido I d'Alsazia è costantemente chiamato dux d'Alsazia nei diplomi del 722, 725, 728, e 730, mentre suo fratello è definito, sulla base delle firme, comes e domesticus regis.
Sappiamo quando Liutfrido diventò ottenne il comando militare e il titolo di duca grazie ad una firma su un documento di donazione fatta nel 722 all'abbazia di Honau. In una donazione concessa intorno al 725 a questo monastero, Teodorico IV, re dei Franchi, lo definisce Luitfrido duci. Teodorico IV invia a Luitfrido duci, nel 724, la conferma di un privilegio all'abbazia di Marmoutier, in Alsazia. Egli si definisce nella firma come dux.

### I sui matrimoni
Liutfrido I d'Alsazia si sposò due volte, entrambe probabilmente alsaziane: Iltrude (Hiltrude) e Teutila.

### I monasteri
Liutfrido I d'Alsazia, continuò la politica dei suoi antenati e sviluppò i monasteri di Honau, Wissembourg e l'abbazia di Mourbach. Egli insediò la sua corte a Strasburgo, dove era patrono del monastero di Wissembourg, a cui rivolse sette donazioni tra il 734 e la sua morte. Dotò considerevolmente i conventi fondati dalla sua famiglia. Nel 742 il conte Liutfrido I d'Alsazia, donò a questa abbazia quattro aziende agricole a Heconheim, Hegeney.
Liutfrido era in buoni rapporti con il vescovo Heddo di Strasburgo (734-dopo il 760), un sostenitore di Carlo Martello.

### Sostenitore di Carlo Martello

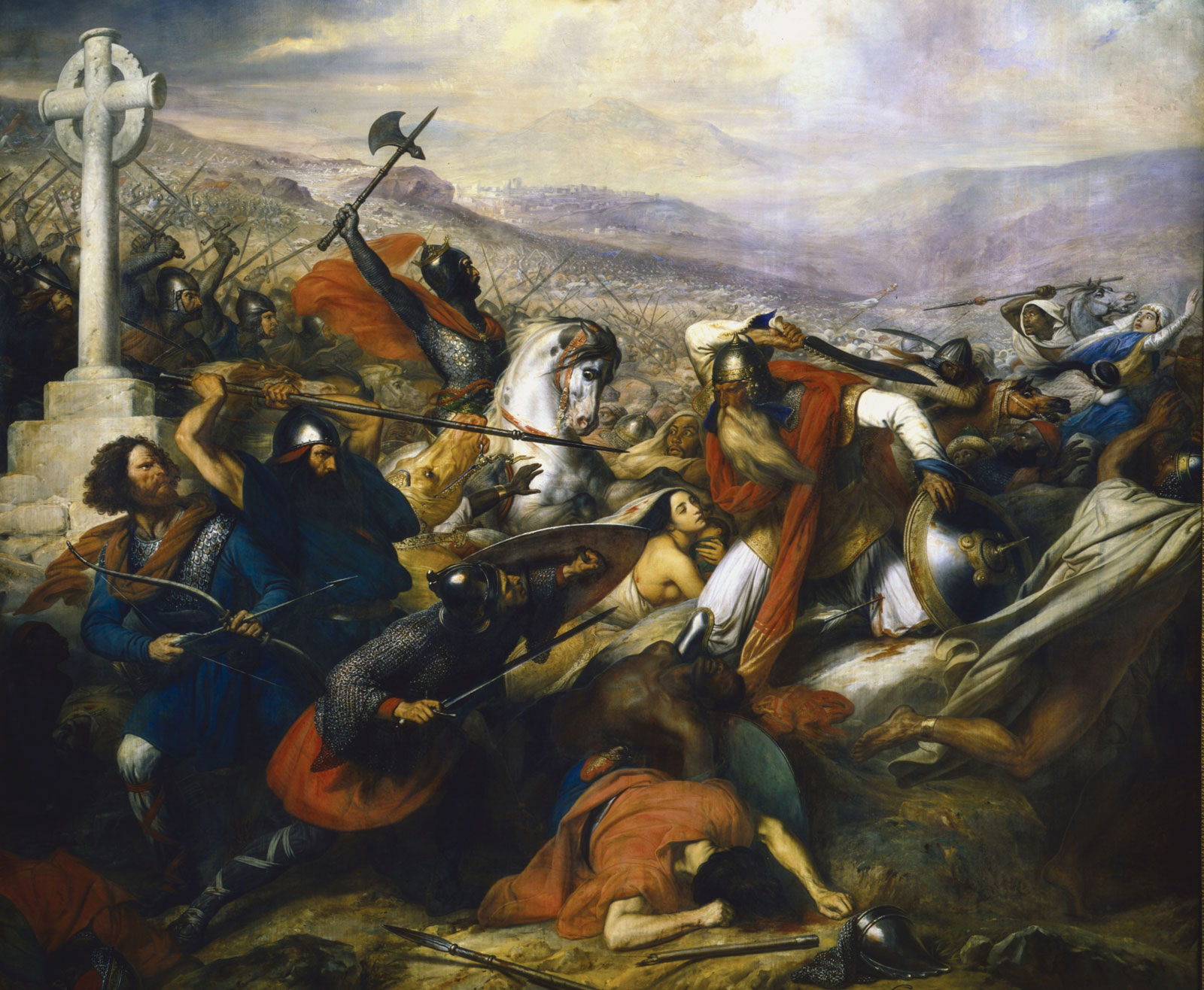
Carlo Martello, il vincitore sui saraceni nella battaglia di Poitiers del 732, dovette anche combattere dall'altra parte del Reno, con l'aiuto di Liutfrido I d'Alsazia.

Liutfrido fu probabilmente un sostenitore di Carlo Martello nelle sue guerre contro i paesi situati ad est del Reno, che si svolsero dal 719 al 746 circa, quando riconquistò o si difese contro le incursioni nemiche nel regno dei Franchi e dei loro alleati. Liutfrido governò tranquillamente l'Alsazia.
Liutfrido scompare nei documenti nel 742, con suo figlio Hildfrid, in un ultimo documento che risale al primo anno del regno di Carlomanno, figlio di Carlo Martello. Presumibilmente morirono combattendo contro i carolingi, i quali volevano impadronirsi della contea d'Alsazia. È possibile che Liutfrido abbia perso la sua dignità comitale già nel 730, ma comunque sicuramente durante la sua vita. È anche possibile che Liutfrido, assieme ad un figlio, perse la vita contro Teodebaldo, duca degli Alemanni, il quale si era ribellato all'autorità dei maggiordomi di palazzo carolingi ed aveva invaso l'Alsazia.

### Castello di Wasenburg
Troviamo nell'anno 1842, nella collezione pubblica offerta dalla chiesa abbaziale di Wissembourg, due documenti relativi al castello di Wasenburg. In uno di essi, nell'anno 730, il conte Liutfrido I d'Alsazia e sua moglie Hiltrudis fanno una promessa nella foresta Fasenburg all'abate di Ermoald di Wissembourg. Questa consisteva in un pagamento di un canone d'affitto, di nove servi Gœrsdorf e Preuschdorf, che sono stati venduti da Adalberto, padre di Liutfrido I d'Alsazia, per la sua salvezza al chiostro di San Pietro a Wissembourg. In ogni caso, l'abate Ermoald viene a caccia con il conte Liutfrido.
Questo prezioso documento del 733 a Strasburgo è una delle più antiche testimonianze storiche. Prima della metà dell'VIII secolo, esisteva già una foresta chiamata Fasenburg e un castello poiché ne si parla riguardo alle proprietà dei duchi d'Alsazia.

### La valle di Sainte-Croix-aux-Mines

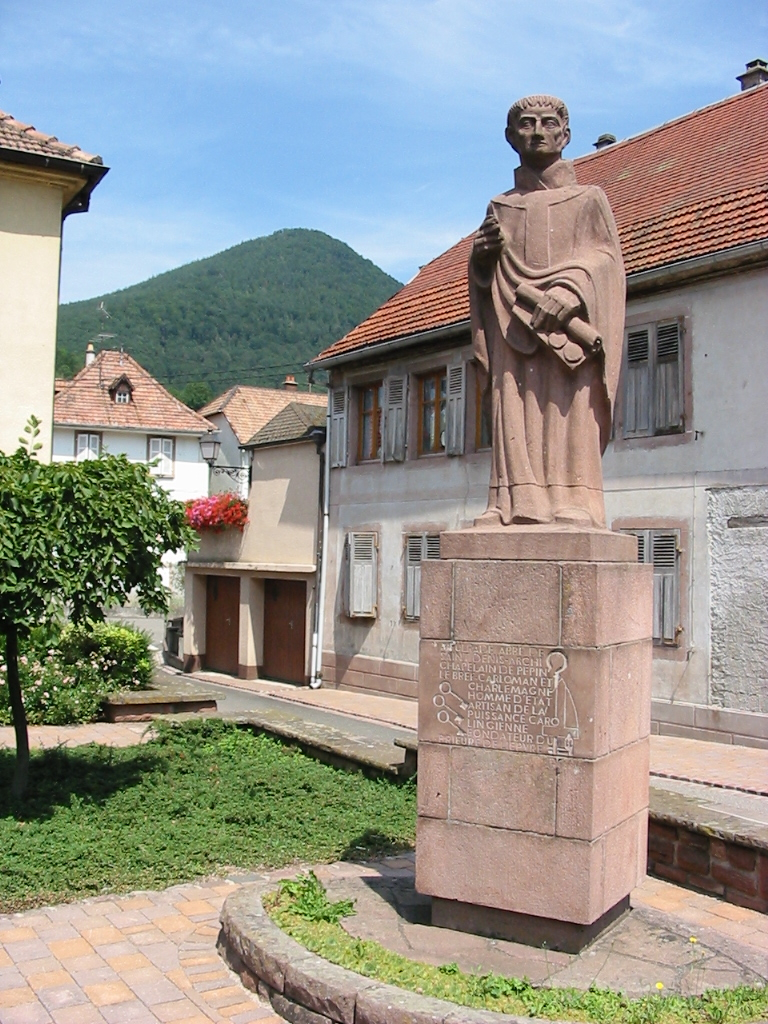
Una statua di Fulrado a Lièpvre.

Liutfrido I, conte di Alsazia, possedeva delle terre nella valle di Sainte-Croix-aux-Mines, detta "Piccolo Rombach", che poi passò al figlio Liutfrido II. Ma la morte di Liutfrido I, Pipino III sconfisse gli Eeticonidi e divise Alsazia in due contee, il Nordgau e il Sundgau.
Riculfo, conte d' Alsazia, un franco piuttosto importante, padre di padre Fulrado di Saint Denis riceve l'immensa terra confiscata agli Eticonidi a Kintzheim vicino all'Alsazia. Nel 750 Fulrado iniziò la costruzione di una strada che collegava la Lorena all'Alsazia che passava attraverso il "Piccolo Rombach", su un terreno appartenente al conte Liutfirdo I d'Alsazia, con l'approvazione di Pipino il Breve. Queste terre appartenenti agli Eticonidi rimarranno nel loro dominio.

## Famiglia e figli
Luitfrido I d'Alsazia sposò Iltrude (Hildewinde), nata nel 705. Essi ebbero:
- Rhutard di Nordgau, conte del pagus septentrionalis che comprendeva la maggior parte della Bassa Alsazia fino ai fiumi Lauter e Ortenau sulla riva destra del Reno. Sposò Hirmensinde. Viene chiamato figlio di un dux, secondo la comune cortesia di quei tempi. Fondò e dotò diverse abbazie, soprattutto quelle di Gengenbach e Schwarzach (Baden-Württemberg) e morì il 28 gennaio 765, senza figli, il che lo spinse a lasciare in eredità la marca di Ettenheim (Baden-Württemberg) al vescovo di Strasburgo. Venne sepolto a Gengenbach con la moglie Hirmesinde.
- Liutfrido II di Sundgau (circa 745-800), conte di Sundgau.
- Hilfrid (?)

Si risposò successivamente con Teutila. Non sembra che i due ebbero figli.

## Ascendenza
|                       |   |                       | Genitori                |  |  | Nonni |  |  | Bisnonni |  |  | Trisnonni |  |
|                       |   |                       |                         |  |  |       |  |  | Adalrico |  |  | …         |  |
|                       |   |                       |                         |  |  |       |  |  | Adalrico |  |  | …         |  |
|                       |   | …                     |                         |  |  |       |  |  | Adalrico |  |  |           |  |
| Eticone               |   |                       |                         |  |  |       |  |  | Adalrico |  |  |           |  |
|                       |   | Hultrude di Burgundia | Guillebaud di Burgundia |  |  |       |  |  |          |  |  |           |  |
|                       |   | Hultrude di Burgundia | Guillebaud di Burgundia |  |  |       |  |  |          |  |  |           |  |
|                       |   | Hultrude di Burgundia | …                       |  |  |       |  |  |          |  |  |           |  |
| Adalberto I d'Alsazia |   | Hultrude di Burgundia |                         |  |  |       |  |  |          |  |  |           |  |
|                       |   | …                     | …                       |  |  |       |  |  |          |  |  |           |  |
|                       |   | …                     | …                       |  |  |       |  |  |          |  |  |           |  |
|                       |   | …                     | …                       |  |  |       |  |  |          |  |  |           |  |
| Berswinde             |   | …                     |                         |  |  |       |  |  |          |  |  |           |  |
|                       |   | …                     | …                       |  |  |       |  |  |          |  |  |           |  |
|                       |   | …                     | …                       |  |  |       |  |  |          |  |  |           |  |
|                       |   | …                     | …                       |  |  |       |  |  |          |  |  |           |  |
| Liutfrido I d'Alsazia |   | …                     |                         |  |  |       |  |  |          |  |  |           |  |
|                       | … | …                     |                         |  |  |       |  |  |          |  |  |           |  |
|                       | … | …                     |                         |  |  |       |  |  |          |  |  |           |  |
|                       | … | …                     |                         |  |  |       |  |  |          |  |  |           |  |
| …                     | … |                       |                         |  |  |       |  |  |          |  |  |           |  |
|                       |   | …                     | …                       |  |  |       |  |  |          |  |  |           |  |
|                       |   | …                     | …                       |  |  |       |  |  |          |  |  |           |  |
|                       |   | …                     | …                       |  |  |       |  |  |          |  |  |           |  |
| Gerlinde di Pfalzel   |   | …                     |                         |  |  |       |  |  |          |  |  |           |  |
|                       |   | …                     | …                       |  |  |       |  |  |          |  |  |           |  |
|                       |   | …                     | …                       |  |  |       |  |  |          |  |  |           |  |
|                       |   | …                     | …                       |  |  |       |  |  |          |  |  |           |  |
| …                     |   | …                     |                         |  |  |       |  |  |          |  |  |           |  |
|                       |   | …                     | …                       |  |  |       |  |  |          |  |  |           |  |
|                       |   | …                     | …                       |  |  |       |  |  |          |  |  |           |  |
|                       |   | …                     | …                       |  |  |       |  |  |          |  |  |           |  |
|                       |   | …                     |                         |  |  |       |  |  |          |  |  |           |  |